# یواس‌اس ناتیلوس ۲ (اس‌پی-۵۵۹)
یواس‌اس ناتیلوس ۲ (اس‌پی-۵۵۹) (به انگلیسی: USS Nautilus II (SP-559)) یک کشتی بود که طول آن ۶۰ فوت ۶ اینچ (۱۸٫۴۴ متر) بود. این کشتی در سال ۱۹۱۷ ساخته شد.